# Stadio Roumdé Adjia
Lo stadio Roumdé Adjia è un impianto sportivo di Garoua, in Camerun, della capienza di 30 000 spettatori.
Costruito nel 1978 dall'impresa edile portoghese Mota-Engil, sorge a 3 km dal centro cittadino ed è usato per le partite di calcio; ospita gli incontri del Cotonsport Garoua e del Roumdé Adjia. È stato tra le sedi della Coppa d'Africa 2021, tenutasi nel 2022.

## Storia
Nel 2022 ha ospitato alcune partite della Coppa d'Africa 2021.